# 데드 웨더
데드 웨더(The Dead Weather)는 미국의 록 밴드이다.

## 디스코그래피
- 1집 Horehound (2009)
- 2집 Sea of Cowards (2010)